# Килава, Леонтий Ноевич
Леонтий Ноевич Килава (1922 год, Зугдидский уезд, ССР Грузия — неизвестно, Цаленджихский район, Грузинская ССР) — звеньевая колхоза имени Молотова Цаленджихского района, Грузинская ССР. Герой Социалистического Труда (1948).

## Биография
Родился в 1922 году в крестьянской семье в одном из сельских населённых пунктов Зугдидского уезда. После окончания местной сельской школы трудился рядовым колхозником в колхозе имени Молотова Цаленджихского района. В послевоенное время возглавлял полеводческое звено в бригаде Александра Максимовича Абрамия.
В 1947 году звено под его руководством собрало в среднем с каждого гектара по 70,25 центнера кукурузы на участке площадью 3 гектара. Указом Президиума Верховного Совета СССР от 21 февраля 1948 года удостоен звания Героя Социалистического Труда за «получение высоких урожаев кукурузы и пшеницы в 1947 году» с вручением ордена Ленина и золотой медали «Серп и Молот» (№ 875).
Этим же Указом званием Героя Социалистического Труда были также награждены труженики колхоза имени Молотова Цаленджихского района Александр Максимович Абрамия, Мария Юлоновна Гигиберия и руководители Цаленджихского района первый секретарь райкома партии Михаил Васильевич Кварацхелия, главный районный агроном Иона Онисимович Лукава и заведующий районным отделом сельского хозяйства Андрей Гелаевич Чантурия.
После выхода на пенсию проживал в Цаленджихском районе. С 1985 года — персональный пенсионер союзного значения. Дата его смерти не установлена.